# Jack Magner
Jack Magner (Boston, 1957) es un actor estadounidense.

## Carrera
Jack Magner es conocido por su papel en la película de 1982 Amityville II: The Possession, en 1984 actuó en un pequeño papel en la película  Firestarter, después de casi 20 años desaparecido de la TV apareció en 12 capítulos de CSI: Miami interpretando a Joe Stonem, y en 2012 apareció en la película de comedia Ted.

## Series
- CSI: Miami (2004) .... Joe Stonem (12 episodios)

### Películas
- Ted (película) (2012) .... (Jefe De Ted)
- Firestarter (1984) .... Joven Soldado
- Amityville II: The Possession (1982) .... Sonny Montelli

- Datos: Q3157254